# Куликов, Борис Николаевич
Бори́с Никола́евич Кулико́в (28 августа 1937 — 5 марта 1993) — русский советский поэт и прозаик.

## Биография
Родился 28 августа 1937 года в станице Семикаракорской в семье потомственного донского казака.
Вскоре после начала Великой Отечественной войны отец будущего поэта, Николай Филимонович Куликов, уходит на фронт. Когда немецко-фашистские войска подошли к Семикаракорской, мать Бориса Александра Александровна была смертельно ранена осколком бомбы. Осиротевшие дети остались с бабушкой. Вместе с ней они пережили оккупацию. Однажды к ним в хату нагрянули полицаи и забрали бабушку в отделение, где жестоко избили плетьми. Похоронка на сына, пришедшая вскоре освобождения станицы, окончательно подорвала её силы, и вскоре она умерла. После этого сестру Бориса Эллу забирает сестра матери Анна и увозит на Дальний Восток, а Борис остаётся с тётей Екатериной Филимоновной, у которой было четверо своих детей. Память о ней Борис Куликов пронёс через всю жизнь, посвятив ей повесть «Память сердца», состоящую из новелл «Тётя Катя», «Борис Годунов и Василиса Прекрасная» и «Наши пришли!».
После окончания Великой Отечественной войны из фашистского плена возвращается отец и женится на тёте Ане, вернувшейся вместе с Эллой с Дальнего Востока. Так воссоединилась их семья.
Ещё во время учёбы в школе публиковался в местной газете, писал в «Пионерскую правду».
После окончания школы Борис Куликов поступает на исторический факультет Ростовского государственного университета. Во время учёбы участвовал в постановках созданного им вместе с друзьями студенческого театра «СТИФ». В это же время в газетах и журналах Ростовской области появляются его первые стихи.
В 1962 году Борис Куликов создал "Клуб любителей поэзии" в рабочем поселке Семикаракорском, а позже этот клуб перерос в "Клуб любителей прекрасного" и объединил молодых людей, увлекающихся творчеством - поэтов, писателей,  художников. С этого момента в Семикаракорске ежегодно стали проводиться легендарные Дни поэзии, на которые съезжались талантливые люди со всего Советского Союза. По традиции, День поэзии проводился в последнюю субботу любимого месяца Бориса Куликова - августа  и был приурочен к его дню рождения (28 августа). Его современники рассказывали, что эти литературно-музыкальные встречи вызывали огромный интерес у жителей и гостей станицы и собирали массу народа в летнем кинотеатре "Прогресс", который располагался в городском парке.
Борис Куликов знал жизнь простого человека  не понаслышке, перепробовал множество профессий, работая комбайнером, слесарем, каменщиком, асфальтобетонщиком, мастером камнедробильного цеха.
В 1964 году выходит его первый сборник. Примечательно, что вышел он не в Ростиздате, а сразу в Москве, в издательстве «Молодая гвардия».
За книгу «Вербохлёст», вышедшую в 1968 году в издательстве «Советский писатель», Куликова принимают в Союз писателей СССР.
Затем он обращается к прозе, написав ряд рассказов и повестей, но не оставляет и поэзию.
В 1977 году Борис Николаевич приступил к работе над сценарием "Горький мёд", который отличался острой социальной направленностью. Оказавшись в Москве, Борис Куликов познакомился с режиссером Алексеем Салтыковым, который в то время приступал к работе над историческим  фильмом "Емельян Пугачёв".  По типажу Борис  Куликов идеально подошёл к образу мятяжного атамана, но главная роль была отдана артисту Евгению Матвееву, а Борис  Куликов сыграл в этом фильме роль атамана Андрея Овчинникова.
Чуть позже Борис Куликов принял участие в киносьемках фильма "Мой ласковый и нежный зверь", в эпизодической роли слуги Кузьмы. Именно в тот период у писателя возникли проблемы со здоровьем. Снять фильм по сценарию Бориса Куликова "Горький мёд" не удалось по ряду причин. Для писателя это стало очередным  серьезным испытанием в жизни, коих на его долю выпало немало.
Борис Куликов  отличался ярко-выраженным бунтарским духом, всегда протестовал против несправедливости. Наиболее ярко он запомнился своим землякам по  острой публицистике, не потерявшей своей актуальности по сей день.
В 2023 году в Ростовском книжном издательстве "Донской Издательский Дом" вышло собрание сочинений автора из трех томов, включающих публицистику. Это первое переиздание очерков и статей Бориса Куликова после его смерти. 
После распада Советского Союза, Союза писателей СССР и разделения Союза писателей РСФСР на Союз писателей России («почвеннического» направления) и Союз российских писателей («демократического» направления), Куликов вошёл в первый из них.
Жил в Семикаракорске.
Борис Куликов тяжело переживал перестройку и распад страны. В  феврале 1993 года во время просмотра выступления Ельцина,  у него случился инсульт, и 5 марта его не стало.
На родине писателя в г. Семикаракорске Борису Николаевичу Куликову установлен памятный бюст. Семикаракорская Средняя школа №1 носит его имя, а улица Космонавтов, на которой он проживал с 1980-го по 1993-й гг. переименована  проспект Бориса Куликова

## Награды и премии
- Международная премия имени М. А. Шолохова в области литературы и искусства (1994, посмертно)[5]

## Память
- С 2007 года в Семикаракорске каждый год проводится праздник «Куликовская осень».

### Сочинения
- Куликов Б. Н. Триединство жизни: [Писатель о себе, о жизни] // Комсомолец. — 8 июня 1982.